# Škoda Vision X
Le Vision X Concept est un concept-car qui est dévoilé par le constructeur automobile tchèque Škoda en mars 2018 au salon de Genève. Il préfigure le prochain SUV urbain de la marque du Groupe Volkswagen nommé Kamiq et réservé au marché européen.

## Présentation
Présenté par Bernhard Maier, PDG de Škoda, au Salon international de l'automobile de Genève, le Škoda Vision X préfigure à 90% le prochain SUV urbain du constructeur tchèque qui remplacera le Yéti, lui-même crossover compact urbain, et viendra rejoindre les Kodiaq (SUV familial) et Karoq (SUV compact) dans la gamme.

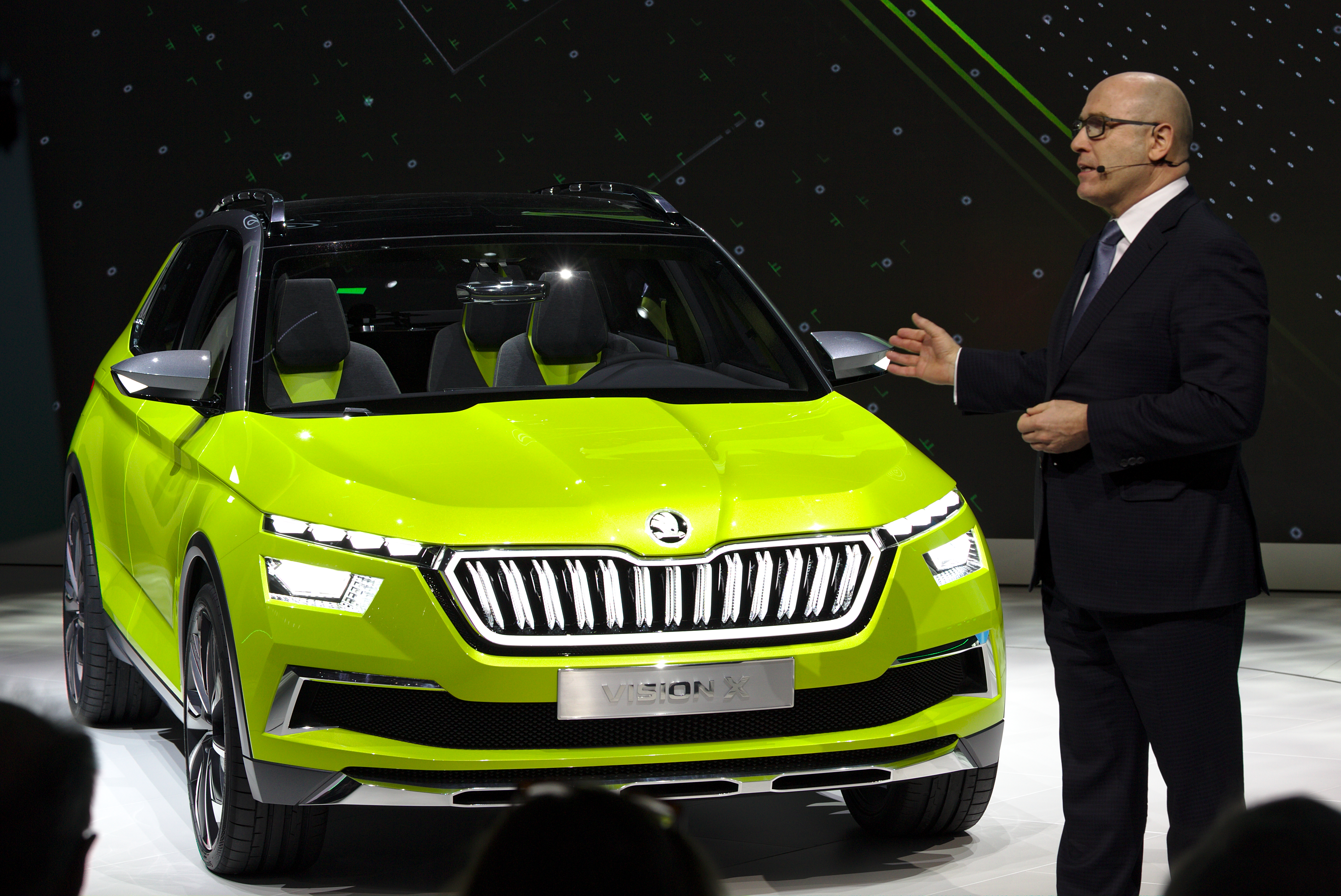
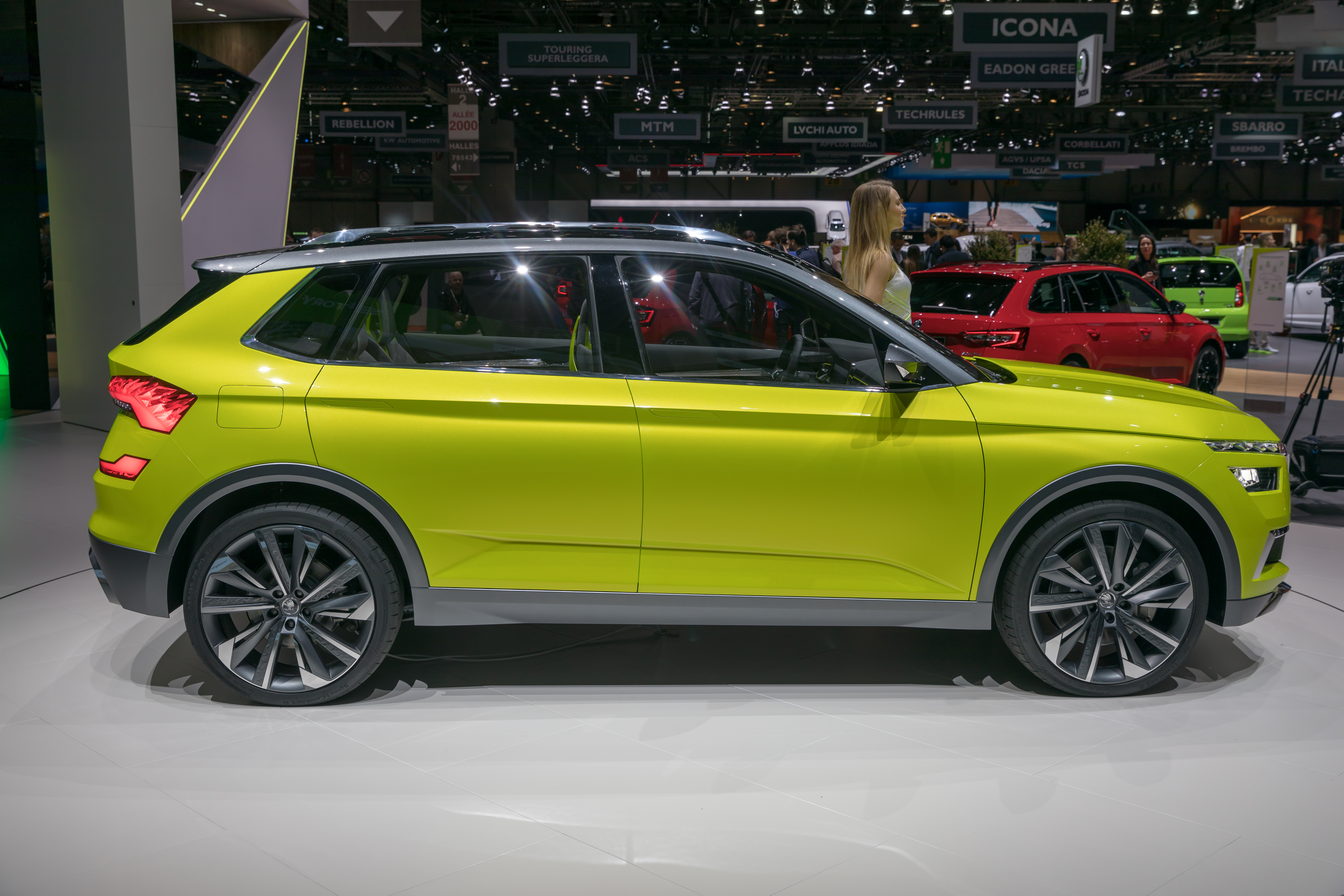
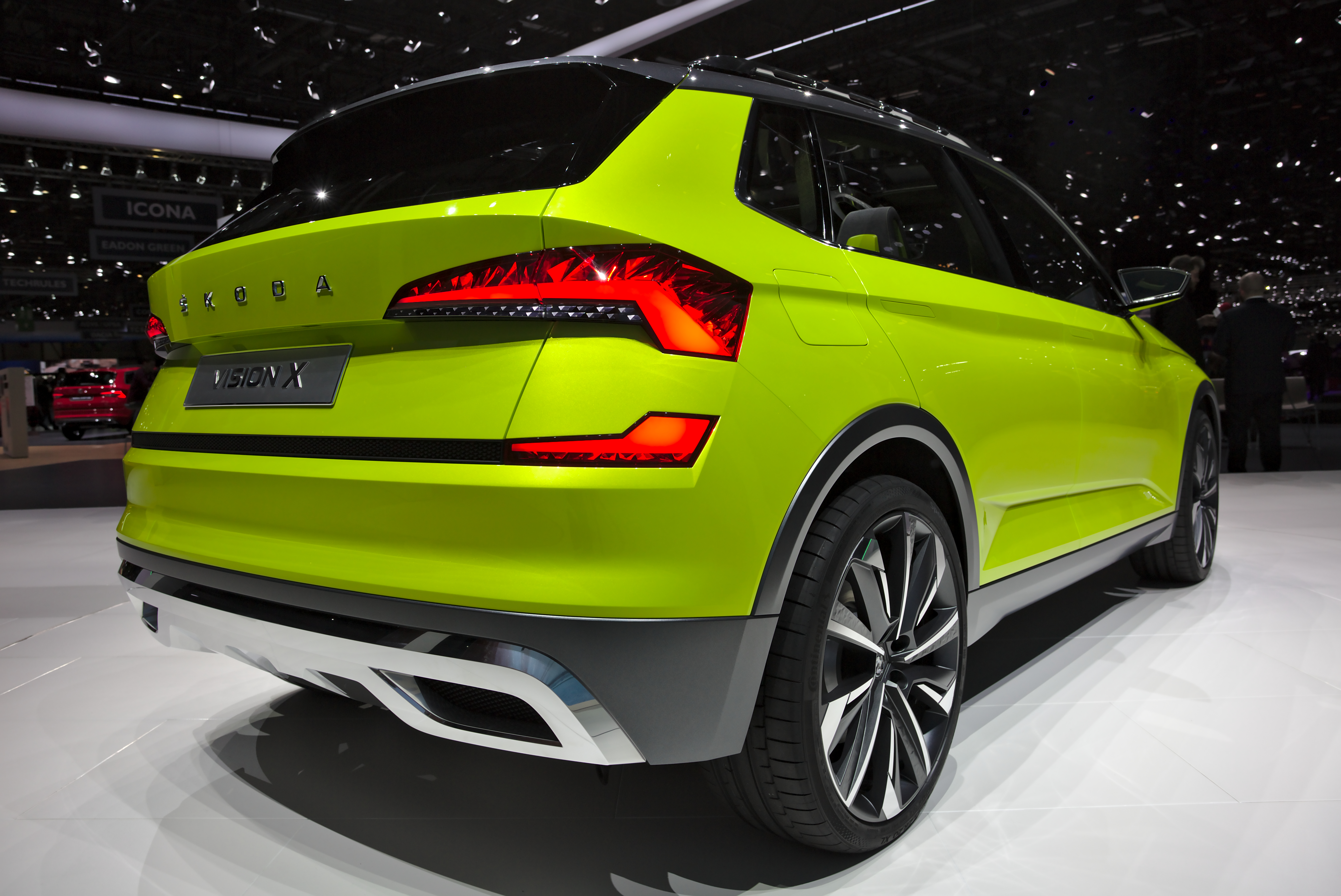

## Caractéristiques techniques

### Technologie
Le Vision X Concept reçoit une instrumentation digitale dérivée du « Virtual Cockpit » d'Audi, constitué d'un écran de 12,3 pouces de diagonale comme tableau de bord, et un second de 12,3 pouces au sommet de la console centrale pour l'info-divertissement et la navigation.

### Base technique
Le concept-car, et la future version de série, repose sur la plateforme MQB A0 utilisée par ses cousins Volkswagen T-Cross et Seat Arona.

### Motorisations
Le Vision X est un hybride (léger) fonctionnant à l'essence ou au GNC (gaz naturel comprimé). Il est équipé d'un moteur 4-cylindres 1.5 TSI G-Tec de 130 ch et 250 N m entraînant le train avant, tandis qu'à l'arrière un moteur électrique de 21 kW officie pouvant atteindre 1 000 N m de couple, l'ensemble associé à un réseau 48 volts pour une hybridation légère. Cette configuration lui permet de bénéficier d'une transmission intégrale. Il peut parcourir 2 km en électrique.
Le SUV urbain est équipé d'un alterno-démarreur 48 volts situé entre la boîte de vitesses et le moteur thermique, procurant un boost au démarrage de 5 kW et 70 N m de couple supplémentaire. 

### Batteries
Associé à la motorisation thermique, le moteur électrique positionné sur l'essieu arrière est alimentée par deux batteries lithium-ion 48 volts de 1,5 kWh juchées sous les sièges arrière.